# Cazzago San Martino
Cazzago San Martino is een gemeente in de Italiaanse provincie Brescia (regio Lombardije) en telt 10.332 inwoners (31-12-2004). De oppervlakte bedraagt 22,3 km², de bevolkingsdichtheid is 446 inwoners per km².
De volgende frazioni maken deel uit van de gemeente: Bornato, Calino, Pedrocca, Barco, Costa.

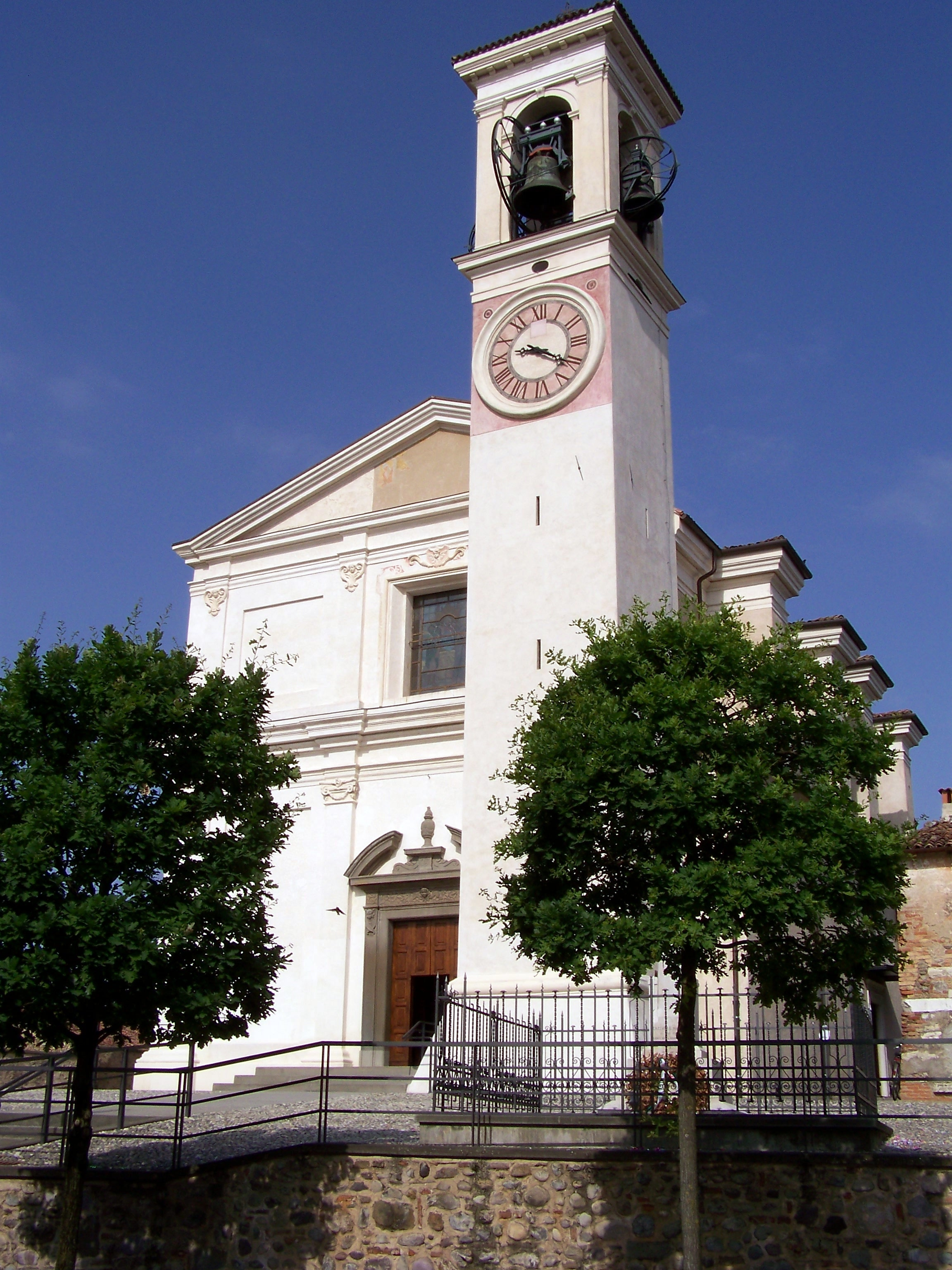
Parochiekerk van geboorte van de maagd Maria
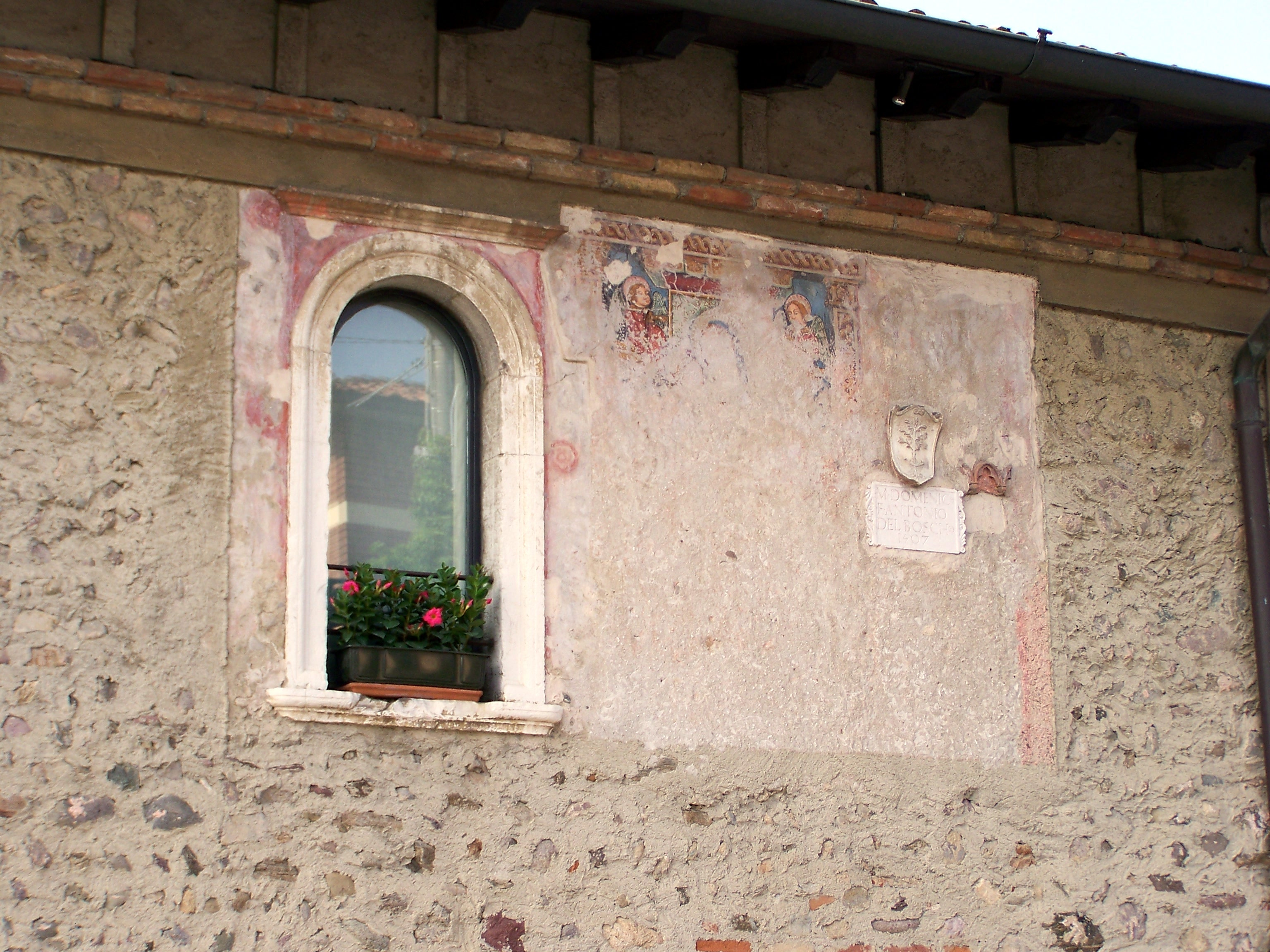
Ruïnes van het kasteel van Cazzago

## Demografie
Cazzago San Martino telt ongeveer 3844 huishoudens. Het aantal inwoners steeg in de periode 1991-2001 met 10,2% volgens cijfers uit de tienjaarlijkse volkstellingen van ISTAT.
| Jaar | Inwoneraantal |
| ---- | ------------- |
| 1991 | 8905          |
| 2001 | 9814          |

## Geografie
De gemeente ligt op ongeveer 200 m boven zeeniveau.
Cazzago San Martino grenst aan de volgende gemeenten: Adro, Corte Franca, Erbusco, Ospitaletto, Passirano, Rovato, Travagliato.